# 東安県
東安県（とうあん-けん）は中華人民共和国湖南省永州市に位置する県。

## 行政区画
- 鎮：白牙市鎮、大廟口鎮、紫渓市鎮、横塘鎮、石期市鎮、井頭圩鎮、端橋鋪鎮、鹿馬橋鎮、芦洪市鎮、新圩江鎮、花橋鎮、大盛鎮、南橋鎮
- 郷：川岩郷、水嶺郷